# ESRO–4
Az ESRO–4 az Európai Űrkutatási Szervezet (European Space Research Organization, ESRO) ionoszférakutató műholdja. 1972 novemberétől 1974 áprilisáig keringett a Föld körül.

## Küldetése
A Földi atmoszféra felső rétegének kutatása. Az ionoszférában és a közeli magnetoszférában vizsgálta a semleges részecskék és az ionok koncentrációját, a naptevékenységet, annak hatástényezőit.

## Jellemzői
Megnevezései: ESRO–4; COSPAR: 1972-092A; Kódszáma: 6285.
1972. november 22-én a Vandenberg légitámaszpontból (KSC), az LC–5 (LC–Launch Complex) jelű indítóállványról egy Scout–D1 (S185C) hordozórakétával állították alacsony Föld körüli pályára. Az orbitális pályája 99 perces, 91,10° hajlásszögű, elliptikus pálya, perigeuma 245 kilométer, apogeuma 1175 kilométer volt.
Alakja henger, tömege 114 kilogramm. Tervezett élettartama 1 év. Forgás-stabilizált űreszköz (1 fordulat/másodperc). Telemetria rendszere látható állapotban folyamatosan továbbította az adatokat, nem látható állapotban mágnesszalagra rögzítette, majd lejátszotta azokat a földi vevőállomásokra.
1974. április 15-én 509 nap (1,39 év) után belépett a légkörbe és megsemmisült.